# Югославсько-японські відносини
Югославсько-японські відносини (серб. кир.: jапанско-југословенски односи, сербохорв. japansko-jugoslovenski odnosi, яп. 日本とユーゴスラビア関係) — історичні двосторонні відносини між Японією та Югославією (як Королівством Югославія, так і Соціалістичною Федеративною Республікою Югославія) до її розпаду.
Японія сприяла дружнім відносинам і цінувала незалежну зовнішньополітичну позицію соціалістичної Югославії як члена Руху неприєднання.

## Історія
1924 року в Токіо відкрилося представництво Королівства Югославії, а 1925 року у Відні було підписано угоду про торгівлю між цими двома державами. 1929 року в Осаці відкрили почесне консульство Югославії в Японії.
Югославія була запрошена, але не брала участі в мирній конференції в Сан-Франциско 1951 року, оскільки Белград уважав, що між двома державами немає відкритих питань і що стан війни можна припинити простим обміном нотами без будь-яких репарацій. 1952 року дві країни відновили свої двосторонні відносини, і того ж року Японія відкрила своє представництво в Белграді. Югославія була першою комуністичною державою, яка встановила дипломатичні відносини з Японією. 1957 року представництва обох країн підвищили до рівня посольств. У 1965 році Організація Об'єднаних Націй запросила японського архітектора Кендзо Танге взяти участь в обмеженому конкурсі на відбудову постраждалого від руйнівного землетрусу 1963 року міста Скоп'є — столиці Соціалістичної Республіки Македонія, що входила до складу Югославії.
1968 року в сезон цвітіння сакури Японію відвідав президент Югославії Йосип Броз Тіто. 1976 року Югославію відвідали наслідний принц Акіхіто та принцеса Мітіко.
Після розпаду Югославії та югославських воєн у Міжнародному трибуналі для колишньої Югославії працювала суддя з Японії Тікако Тая.